# Estado Los Andes
El Estado de Los Andes fue una antigua división administrativa de los Estados Unidos de Venezuela que ocupaba los actuales estados andinos de Trujillo, Mérida y Táchira. Su capital era la ciudad de Mérida.

## Historia
El estado fue creado con la reforma constitucional de 1881 que propicio el Presidente Antonio Guzmán Blanco. Dicha constitución, conocida como "la Suiza", reunió los veinte estados en nueve grandes entidades políticas.
El Estado, según el ordenamiento de la constitución de 1881, se dividía en secciones: Táchira, Guzmán (Mérida) y Trujillo que eran administradas hasta entonces por un gobernador. Las secciones a su vez se dividían en distritos. A la cabeza del Gran Estado se hallaba el presidente de Estado.
Para cada una de las secciones existía un gobernador, electos por un Consejo Seccional, el cual estaba compuesto de un diputado por cada municipio que tuviera la respectiva sección, quienes elegían entre ellos a los cuatro integrantes de este Concejo. El poder Municipal lo ejercían los Concejos Municipales en los distritos y por las Juntas Comunales en las parroquias. Los primeros estaban a cargo de los Jefes civiles de distrito, quienes elegían a los Jefes Civiles de las parroquias urbanas; y los segundos dependían del Concejo Municipal y las componían cinco miembros, quienes nombraban a los Jefes Civiles de las parroquias rurales.
El estado fue sede de varias revoluciones internas por la lucha del poder para alcanzar la Presidencia Estadal, lo que llevó a una fuerte inestabilidad política y administrativa. Según la constitución de 1881, el presidente de la República era elegido por el Consejo Federal de uno de los presidentes de estado, por lo cual la presidencia de un estado significaba una oportunidad de llegar a la primera magistratura.
Durante esta época los Andes venezolanos comenzaron a surgir como una región pujante del país, pues era una importante zona productora de café. Por ello los presidentes del estado lucharon por una mayor representación en Caracas que fuera de acuerdo a la importancia económica de los Andes en la federación.
Los Andes era una región de tradición conservadora muy arraigada lo cual lo distinguía del resto del país, en su mayoría liberal amarillo. Por esto los andinos no gustaban de la idea de ser gobernados por un caraqueño, como era la costumbre de Guzmán Blanco de enviar capitalinos a gobernar el interior.
El estado llegó a su fin con la disposición del Congreso el 28 de octubre de 1899, que decretó que la organización político-territorial vigente sería la de 1863.

## División territorial
El Estado de Los Andes estaba dividido en las secciones Táchira (capital San Cristóbal), Guzmán (capital Mérida) y Trujillo (capital Trujillo). Las secciones a su vez estaban divididas en distritos y estos en parroquias.

### Distritos de la Sección Guzmán
- Campo Elías
- Libertador
- Miranda
- Rangel
- Rivas Dávila
- Sucre
- Tovar

### Distritos de la Sección Táchira
- Ayacucho
- Bolívar
- Cárdenas
- Junín
- Lobatera
- San Cristóbal
- Vargas

### Distritos de la Sección Trujillo
- Betijoque
- Boconó
- Carache
- Escuque
- Guzmán Blanco
- Trujillo
- Valera